# Pelle Miljoona

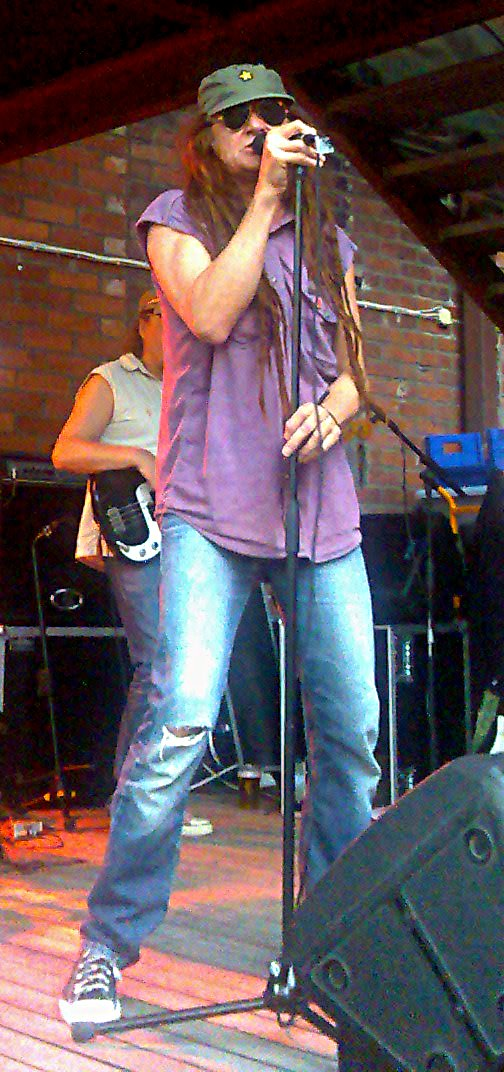
Pelle Miljoona (2007).

Pelle Miljoona («Payaso Millón»), es el nombre artístico de Petri Samuli Tiili (Hamina, Finlandia, 10 de febrero de 1955), músico finlandés de estilo punk rock, quien constituyó su primera banda en 1977. Logró su mayor éxito en 1980, con la canción Moottoritie on Kuuma (La autopista está caliente). Otro de sus éxitos musicales fue la canción Tahdon rakastella sinua (Quiero hacerte el amor). Lanzó una colección de discos en 1978, llamada Profundidades. Ha producido discografía en diferentes estilos. Su álbum, La violencia y el abuso de sustancias es considerado uno de los momentos más importantes de punk finlandés.
Miljoona también ha escrito varias novelas y colecciones de poesía.
Pelle Miljoona recibió el premio Juha Vainio, que se otorga a los letristas, en el festival Kotkan meripäivät en julio de 2015.

## Bandas
- Jasmine (1976 - 77)
- Pelle Miljoona & N.U.S. (1977 - 78)
- Pelle Miljoona (1978, 1983, 1986, 1989 - 90, 1991 - 92)
- Pelle Miljoona & 1978 (Pohjalla - kiertue syksy 1978)
- Pelle Miljoona & 1980 (1979)
- Pelle Miljoona Oy (12/1979 - 05/1983)
- Pelle Miljoona & Avoimet Ovet (finales de 1980)
- Miljoonaliiga (1985)
- Pelle Miljoona & Linnunlaulu (1986 - 89)
- Rockers (1992)
- Pelle Miljoona & Rockers (1993 - 2007)
- Pelle Miljoona & Ylivoima (2002)
- Suspenders (2006 -)
- Pelle Miljoona Unabomber! (2007 -)

## Discografía

### Álbumes
- Pelle Miljoona & N.U.S. - Pelle Miljoona & N.U.S. (1978)
- Pelle Miljoona & 1980 - Pelko ja viha (1979)
- Pelle Miljoona & 1980 - Viimeinen syksy (1979)
- Pelle Miljoona & 1980 - Näyttämökuvia (1980, live)
- Pelle Miljoona Oy - Moottoritie on kuuma (1980)
- Pelle Miljoona & Avoimet Ovet - Rakkaudesta elämään (1981)
- Pelle Miljoona Oy - Matkalla tuntemattomaan (1981)
- Pelle Miljoona Oy - Radio Kebab (1982)
- Pelle Miljoona - Laulava idiootti (1983)
- Pelle Miljoona - Jos... (1984)
- Miljoonaliiga - Enkeltenkaupungissa... (1985)
- Pelle Miljoona & Linnunlaulu - Tule kotiin Johnny (1987)
- Pelle Miljoona & Linnunlaulu - Sadepäivän ihmisiä (1989)
- Pelle Miljoona - Rauhan aika (1990)
- Pelle Miljoona - Kaikki muuttuu (1992)
- Rockers - Si Si Live (1992, live)
- Pelle Miljoona & Rockers - ABC (1993)
- Pelle Miljoona & Rockers - OK! (1994)
- Pelle Miljoona & Rockers - Landella (1995)
- Pelle Miljoona & Rockers - Juuret (1996)
- Pelle Miljoona & Rockers - Kolmen tuulen pesä (1998)
- Pelle Miljoona & Rockers - Brooklyn - Dakar (1999)
- Pelle Miljoona & Rockers - Tee itselles elämä (2001)
- Pelle Miljoona & Ylivoima - Todistaja (2002)
- Pelle Miljoona & Rockers - Setä Samulin sirkus (2004)
- Pelle Miljoona & Rockers - Arambol (2006)
- Pelle Miljoona Unabomber! - Unabomber! (2007)
- Pelle Miljoona - Goa Baba (2008) (autopublicado)
- Pelle Miljoona Unabomber! - Dharmapummi (2009)

### Compilación de álbumes
- Meillä menee lujaa (1980, single)
- Nämä päivät, nämä yöt (1982, single)
- Lauluja rakastamisen vaikeudesta (1989)
- Stoori – vuodet 1978–82 (1995)
- Kaikki hitin ainekset 1992–96 (1997)
- Villi lapsi (2002)
- Tähtivaeltaja (2003)
- Vallankumous kulttuuriin (2004)
- Tää on kapinaa! (2005)
- Olen kaunis – kaikki laulut 1978–1980 (4CD, 2008)
- Oo niinku oot – Pellen parhaat 1981–2009 (2CD, 2009)